# Mnemea javanica
Mnemea javanica là một loài bọ cánh cứng trong họ Cerambycidae.